# Épidémiologie du suicide
L'épidémiologie du suicide est une branche de l'épidémiologie qui vise à connaître la répartition et les déterminants du suicide dans les populations dans le but de mettre en place des moyens de prévention. Les chiffres et les taux de suicide varient significativement en fonction des régions du monde, du sexe, des âges, ainsi qu'en fonction de facteurs religieux et culturels. Globalement, le nombre de suicides et les taux de suicide (nombre de suicide pour 100 000 habitants) sont en augmentation dans le monde.

## Statistiques mondiales
| Rang | Pays        | Année | Hommes | Femmes | Total |
| 1.   | Lituanie    | 2005  | 68.1   | 12.9   | 38.6  |
| 2.   | Biélorussie | 2003  | 63.3   | 10.3   | 35.1  |
| 3.   | Russie      | 2004  | 61.6   | 10.7   | 34.3  |
| 4.   | Kazakhstan  | 2003  | 51.0   | 8.9    | 29.2  |
| 5.   | Slovénie    | 2003  | 45.0   | 12.0   | 28.1  |
| 6.   | Hongrie     | 2003  | 44.9   | 12.0   | 27.7  |
| 7.   | Lettonie    | 2004  | 42.9   | 8.5    | 24.3  |
| 8.   | Japon       | 2004  | 35.6   | 12.8   | 24.0  |
| 9.   | Ukraine     | 2004  | 43.0   | 7.3    | 23.8  |
| 10.  | Sri Lanka   | 1996  | ?      | ?      | 21.6  |

### Méthodes de recueil des données
- Aucune donnée
- <3
- 3–6
- 6–9
- 9–12
- 12–15
- 15–18
- 18–21
- 21–24
- 24–27
- 27–30
- 30–33
- >33

Nombre de morts par suicide sur 100000 habitants en 2004

L'épidémiologie du suicide est une discipline de l'épidémiologie qui vise à connaître l'étude de la répartition et des déterminants du suicide dans les populations.
L'Organisation Mondiale de la Santé (OMS) recueille les données sur la mortalité annuelle transmises par chaque état membre. Depuis 1950, les suicides sont reportés par certains états (11 états en 1950, 74 au maximum en 1985). La plupart des pays de la région Afrique (définie par l'OMS) ne rapportent pas leurs données. Les régions Sud-Est Asie et Méditerranée orientale (telles que définies par l'OMS) rapportent très peu leurs données. Les informations sont irrégulières dans les régions du Pacifique occidental et des pays d'Amérique Latine. C'est surtout des pays européens que les données sont envoyées le plus régulièrement,. Les chiffres de l'OMS correspondent aux statistiques telles que communiquées sur les certificats de décès et sont certainement sous-estimées.
Même lorsque les données sont disponibles, les statistiques sur les suicides (tentatives de suicide et décès résultant de suicide) souffrent de biais qui varient selon les époques, régions et pays. Des raisons multiples peuvent inciter à cacher le fait qu'une personne se soit suicidée. Des spécialistes tentent d'évaluer ces biais pour obtenir de meilleures évaluations par l'étude des systèmes de certification des décès par suicide, de la fréquence et qualité des enquêtes médico-légales et autopsies demandées dans les cas douteux. Les chiffres peuvent alors être corrigés (estimations) et des études statistiques faites la base de ces estimations.

### Tendances générales
Dans le monde, 815 000 personnes se sont suicidées en 2000, soit 14,5 morts pour 100 000 habitants (un mort toutes les 40 secondes). Les tentatives de suicide sont beaucoup plus fréquentes et sont estimées à 10 à 20 fois plus nombreuses que les suicides.
Si le nombre de suicides augmente à l'échelle mondiale, le phénomène n'est pas dû uniquement à l'augmentation du nombre de personnes sur la planète, mais également à l'augmentation des taux de suicide. Globalement, les taux de suicide, estimé en nombre de décès pour 100 000 habitants ont augmenté entre 1950 (date des premières estimations de l'OMS) et le début des années 2000.

### Différences femmes-hommes
Actuellement, les taux de suicide des hommes et des femmes sont dans la plupart des pays du globe fortement divergents ; ainsi, la population masculine a, de manière récurrente, des taux de suicide beaucoup plus élevés dans la plupart des pays. En 2002-2003, la Suède avait le taux de suicide masculin le plus élevé, suivie par la Biélorussie avec, respectivement, 66,5 et 63,3 suicides pour 100 000 hommes par an, et, respectivement, 7,1 et 10,3 suicides pour 100 000 femmes par an.[réf. nécessaire]
La Chine est, en 1999, le pays où le taux de suicide des femmes est le plus élevé et un des rares pays au monde à avoir un taux de suicide des femmes plus élevé que celui des hommes avec des taux de 14,8 pour les femmes et de 13,0 pour les hommes. La Corée du Sud arrive en deuxième position en ce qui concerne le rapport femmes-hommes des taux de suicide (en 2006), présente des taux respectifs de 14,1 pour les femmes et 29,6 pour les hommes[réf. nécessaire].

### Différences selon l'orientation sexuelle
À la fin du XXe siècle plusieurs études épidémiologiques nord-américaines ont mis en évidence des taux de suicide de 6 à 16 fois plus élevés chez les personnes d'orientation homosexuelle ou bisexuelle que parmi les autres suicidants,,,. La première étude épidémiologique française réalisée en 2003, en collaboration avec l'INSERM, par Marc Shelly, David Moreau et Pascale Tubert-Bitter réplique les observations américaines.
Une autre étude épidémiologique réalisée en 2006 par Marc Shelly et al. montre que, conformément à une enquête nord-américaine de grande envergure, l'abus sexuel dans l'enfance concerne 20 % des hommes homosexuels ou bisexuels masculins (contre 4 % des hétérosexuels), et que les hommes homosexuels ou bisexuels qui ont été victimes d'abus sexuel précoce (avant la puberté) font quatre fois plus de tentatives de suicide que ceux qui n'ont pas été victimes d'abus,.
Une recherche universitaire menée en 2009 par Jean-Michel Pugnière, psychologue, auprès de 920 jeunes de 18-24 ans, met en évidence une relation entre homophobie verbale en milieu scolaire et suicide des jeunes hommes.

### Différences selon les âges
Si le taux de suicide sont bien différents entre femmes et hommes, les taux de suicide sont également significativement différents en fonction des groupes d'âges.
Des suicides peuvent être rencontrés à tout âge mais les taux de suicide varient beaucoup en fonction des âges. Ces variations dépendent des régions, des périodes observées et varient également selon les hommes et les femmes. Globalement, les taux de suicides augmentent avec l'âge.

### Isolement social
De hauts niveaux de cohésion sociale et nationale réduiraient les taux de suicide. Les niveaux de suicide sont plus élevés chez les personnes à la retraite, au chômage, divorcées, sans enfants, citadines, vivant seules. Les taux augmentent dans les périodes d'incertitude économique (bien que la pauvreté ne soit pas une cause directe). La plupart des suicidés souffrent de désordres psychologiques. La dépression est une cause fréquente. Des maladies physiques graves ou des infirmités peuvent aussi favoriser les suicides.[réf. nécessaire]

### Phénomènes de contagion
Enfin, le taux de suicide peut aussi être influencé par le tapage médiatique fait autour du suicide de célébrités, voire par le suicide fictif d'un personnage dans un drame populaire (« l'effet Werther », expression du sociologue David Phillips en référence au livre Les Souffrances du jeune Werther de Johann Wolfgang von Goethe).

## Différences selon les régions du monde
Les taux de suicide les plus élevés par région (telles que définies par l'OMS) sont trouvés en Europe ainsi que dans des pays sans relations culturelles ni géographiques avec cette région, comme Cuba et le Sri Lanka. Curieusement, après l'Europe, les pays ayant de forts taux de suicide sont des îles.

Taux de suicide par pays.

Les régions du monde ayant les taux de suicide les plus bas sont les régions de culture islamique de l'est de la Méditerranée ainsi que des régions de l'Asie centrale anciens états de l'U.R.S.S.

### Europe

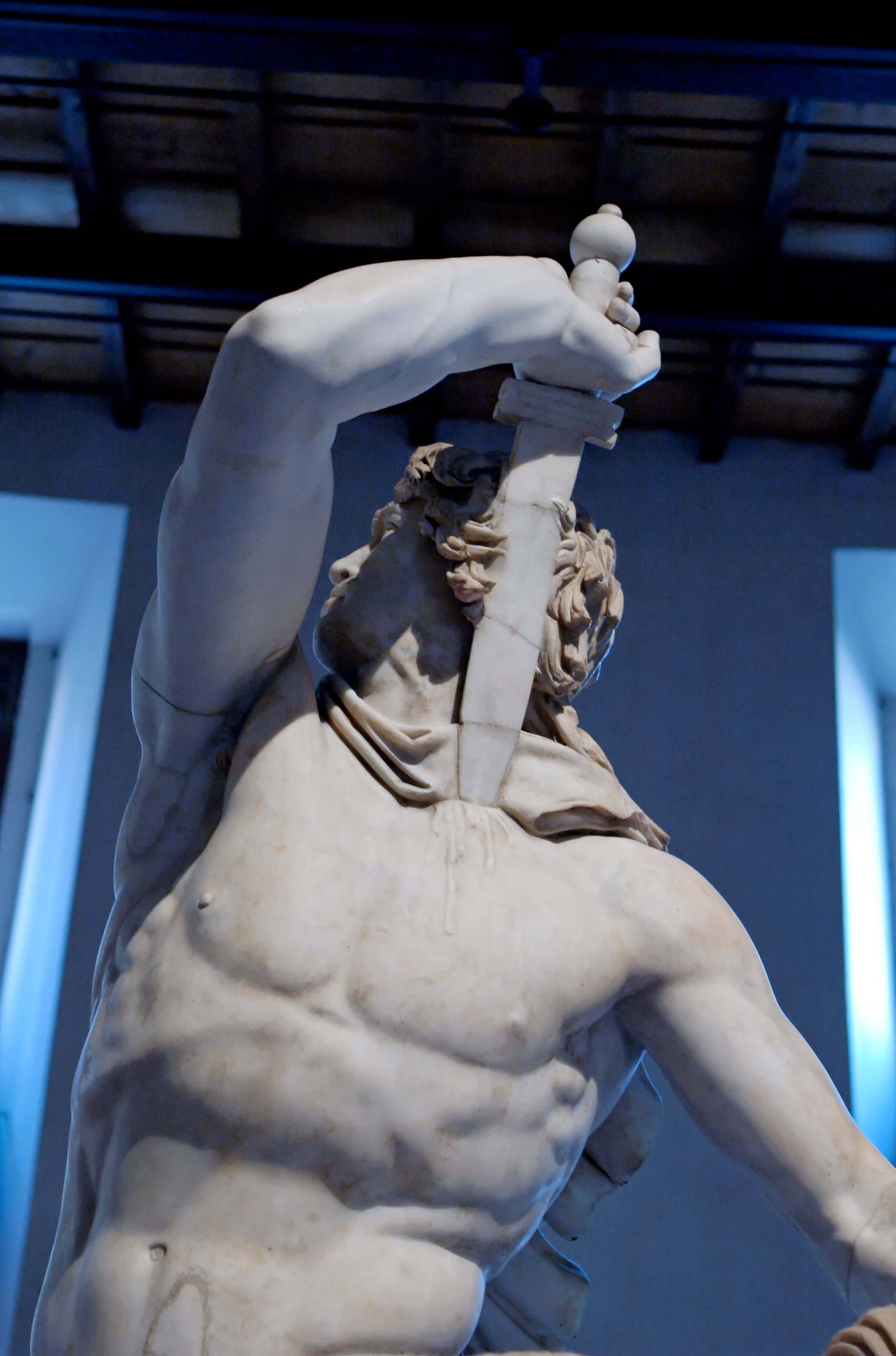
Gaulois Ludovisi, détail.

En 2006, le pays européen le plus touché par le suicide est la Lituanie.

#### Belgique
En Belgique, 2 000 suicides sont recensés tous les ans, ce qui représente la première cause « externe » de mortalité. Le royaume se situe, avec la Finlande, la France et le Danemark, bien au-dessus de la moyenne mondiale estimée à 14,5 pour 100 000 habitants.
En 2017, selon les chiffres de l'OCDE, le taux de suicide pour 100 000 habitants en Belgique est de 15,9.

#### France
Selon le rapport sur le suicide de l'OMS en 2017, la France est classée au 54e rang sur 170 pays. La France a un taux moyen de suicides de 12,3 pour 100 000 habitants, plus élevé que celui de l'Espagne, de l'Italie, de l'Allemagne, du Royaume-Uni et de la Suisse. Le taux de suicide chez les hommes français est de 19 sur 100 000, soit trois fois le taux pour les femmes, qui est à 5,9 pour 100 000, selon ce même rapport.

#### Royaume-Uni

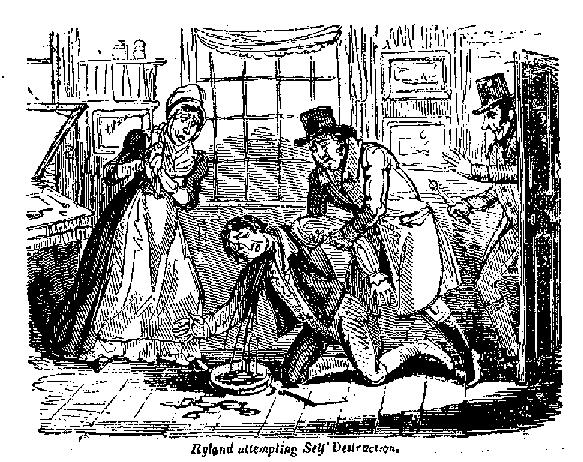
Tentative de suicide de William Wynne Ryland, 1793.

Selon le rapport sur le suicide de l'OMS en 2017, le Royaume-Uni a un taux de suicide de 7,4 pour 100 000 habitants (11,7 chez les hommes et 3,2 chez les femmes).
Une étude épidémiologique montre, depuis les années 2000, une tendance d'évolution des suicides. Au début des années 1980, les vétérinaires, professionnels du paramédical et médical, pharmaciens, agents de sécurité, policiers ou paysans, sont les métiers les plus touchés. L'explication serait la solitude de l’exercice professionnel ou « l’accès facilité » aux armes, aux médicaments. Depuis les années 2000, le suicide est de moins en moins lié à la profession, mais de plus en plus au niveau social.
En 2017, selon les chiffres de l'OCDE, le taux de suicide pour 100 000 habitants au Royaume-Uni est de 7,3.

#### Suisse
En 2009 en Suisse, 1 105 suicides ont été dénombrés par l'Office fédéral de la statistique(OFS)[réf. souhaitée] ; les suicides assistés ne sont pas compris dans ce nombre (environ 250). C'est la cause de décès la plus importante chez les hommes de 15 à 44 ans. Environ 800 hommes et 300 femmes se suicident chaque année, ce qui représente trois décès par jour, soit un taux de suicide de 12,5 pour 100 000 habitants.
En 2017, selon les chiffres de l'OCDE, le taux de suicide pour 100 000 habitants en Suisse est de 11,2, soit moins qu'au Canada (11,8), Australie (11,9) Autriche (12,4), France (13,1), Japon (15,2), Belgique (15,9), mais plus qu'en Italie (5,7), Espagne (6,8), Royaume-Uni (7,3), Allemagne (10,2) et Suède (11,1).

### Asie

#### Chine
La Chine est un des rares pays au monde où les femmes se suicident plus que les hommes.

#### Japon
Le Japon avait l'un des plus forts taux de suicide du monde industrialisé (26 pour 100 000 habitants en 2009). Cependant, en 2006, le taux de suicide japonais était de 23,6 sur 100 000 habitants et devancé par des pays d'Europe de l'Est, comme la Lituanie (38,8) ou la Russie (32,3) par exemple. Le Japon était alors au 8e rang mondial. De nos jours le taux de suicide japonais n'est plus aussi élevé qu'au cours des années 2000, le dernier rapport de l'OMS datant de 2015 nous donne le chiffre de 19,7 sur 100 000 habitants.
Les suicides ont atteint le nombre record de 34 427 en 2003 (7,1 % par rapport à 2002), contre 33 093 en 2007 (2,9 %), 32 249 en 2008 (−2,6 %), 32 845 en 2009 (1,85 %), 30 513 en 2011 (−3,7 %), et seulement 27 766 en 2012 (−9,0 %). Selon les chiffres de la police nationale, trois quarts des suicidés en 2007 étaient des hommes, et 60 % étaient sans emploi, alors que le taux de suicide des séniors était en forte augmentation. Selon le gouvernement, seuls 81 suicides en 2007 étaient dus au surmenage ou au stress (karō-jisatsu), qui entrainent plus généralement le karōshi, mort naturelle par sur-travail. Cependant, la police nationale a comptabilisé en 2007 2 200 suicides provoqués par des problèmes au travail. En 2009, 6 949 personnes se sont suicidées à la suite d'une dépression (21 %), 1 731 à la suite de difficultés de la vie quotidienne (5 %) et 1 071 à cause de la perte de leur travail (3 %).
Dans l'ordre décroissant, les mois de mars, avril, mai sont ceux où les individus se suicident le plus, ceci étant vraisemblablement dû au fait que l'exercice fiscal se clôture traditionnellement le 31 mars au Japon. En 2009, des suicides de travailleurs en mars, de femmes au foyer en avril/mai et de chômeurs en mai/juin sont recensés. Peu de suicides ont lieu le week-end, le maximum étant atteint le lundi.
En 2008, une étude du gouvernement japonais a révélé que près d'un Japonais sur cinq a sérieusement pensé à se suicider à un moment dans sa vie. En 2010, une nouvelle étude indique que les suicides au Japon coûteraient à l'économie près de 2,7 billions de yens par an, soit 25,3 milliards d'euros.
Certains lieux sont réputés pour les nombreux suicides qui s'y produisent[réf. souhaitée], tels que la forêt d'Aokigahara dans la préfecture de Yamanashi près de Tokyo, la falaise de Tōjinbō (東尋坊) dans la préfecture de Fukui, le barrage d'Amagase (天ヶ瀬ダム, Amagase-damu) à Uji, la falaise Sandanbeki (三段壁) dans la préfecture de Wakayama, le cap cap Ashizuri à Tosashimizu, les chutes de Kegon à Nikkō, ainsi que la ligne Chūō à Tokyo.
L'individu au Japon se définit par rapport à la relation à l'autre. Lors d'un sentiment d'obligation ou de dette ne pouvant être acquittée, les sentiments de l'indignité et de la honte s'installent, la seule issue honorable est alors le suicide. C'est un suicide par autopunition pour la dette due à la société, qui permet alors de retrouver son honneur[réf. nécessaire]. Le code d'honneur bushido codifie précisément un suicide rituel appelé seppuku, réservé aux hommes. Il existe également un suicide rituel réservé aux femmes : le jigai.

### Amériques

#### Québec (Canada)
Au tournant du siècle, le taux de suicide au Québec atteignait des sommets dépassés uniquement par la Russie, la Lituanie et le Kazakhstan. En 2001, 1 334 Québécois — dont 1 055 hommes (79 %) — se sont donné la mort. Le taux de suicide chez les jeunes hommes était parmi les plus élevés du monde, 30,7 pour 100 000 habitants. La situation s'était beaucoup aggravée depuis 1965, époque de la Révolution tranquille. Deux groupes où le taux de suicide dépasse la moyenne, déjà élevée, peut être mentionnée. Les prisonniers québécois comptent pour 60 % des suicides en milieu carcéral au Canada ; démographiquement, un taux de 23 % est attendu. Quant aux jeunes autochtones, ils forment la population la plus gravement touchée : leur taux atteint de 3,3 à 3,9 fois la moyenne nationale. Cela représente 211 suicides pour 100 000 habitants chez les Inuits du Nunavik.
Certains sociologues ont évoqué la migration vers les villes, la perte d'influence du clergé, la pauvreté et les dépendances psychologiques et physiques comme la drogue, l'alcool et le jeu pour expliquer ces pertes de vie. Les médias pour leur part montraient de jeunes Amérindiens inhalant de l'essence, se piquant à l'héroïne ou abusant d'appareils de loterie vidéo de Loto-Québec. Des données plus récentes montrent une baisse depuis cette époque.

#### Amérindiens du Canada
Les Amérindiens d’Amérique du Nord ont vécu des transformations radicales, particulièrement au Canada où les différents clans nomades ou semi-nomades ont été poussés à la sédentarité. Parmi ces peuples est retrouvé un taux de suicide endémique : celui des Premières nations est presque quatre fois plus élevé que dans le Canada en général. Il pourrait être comparé avec celui d’autres peuples ayant subi des bouleversements sociaux importants apportés par la colonisation tels les indigènes des Îles Fidji, de l’Australie, de la Nouvelle-Zélande, du Paraguay et du Brésil.
Le groupe le plus à risque parmi les populations des Premières nations serait celui des hommes de 15–24 ans — ce qui correspond au groupe le plus à risque dans la population en général — chez qui le taux de suicide est de 126 pour 100 000 habitants. Cela représente un taux anormalement élevé comparé à celui du même groupe dans le Canada en général qui se situe à 24 pour 100 000 habitants. Chez les jeunes femmes autochtones du même groupe d’âge, le taux de suicide se situe à 35 pour 100 000 habitants, comparé à 5 pour 100 000 dans le Canada en général pour la même catégorie (SANTÉ CANADA). Ces chiffres ne tiennent par contre pas compte des suicides non complétés. Dans la population en général, les femmes accomplissent des tentatives de suicide, mais utilisent des moyens moins fiables ; cela produit, finalement, moins de suicides effectifs que chez les hommes et ne traduit pas la détresse psychologique qui s’empare du groupe des femmes dans la réalité. Ajoutons tout de même que chez les Autochtones, l’homme a perdu le rôle valorisant de chasseur–pourvoyeur pour acquérir celui de chômeur et que dans cette dévalorisation se trouve probablement la clef de plusieurs suicides.
Le chiffrage des tentatives de suicide pose problème puisqu'il est effectué dans le privé et l’anonymat. Il est estimé que : « jusqu’à 25 pour cent des morts accidentelles chez les autochtones sont en fait des suicides non-déclarés. » Cette question du suicide chez les populations autochtones est très complexe et tire ses racines dans quatre siècles d’histoire.

#### États-Unis
Le suicide occupe [Quand ?] le onzième rang des causes de décès aux États-Unis, pays où un suicide a lieu à toutes les dix-huit minutes[réf. nécessaire]. En 2005, le nombre des suicides y fut de 32 637, soit 10,8 suicides sur 100 000 personnes dont 4 fois plus d'hommes que de femmes[réf. nécessaire]. Le taux de suicide dans l'État de New York était de 6,2 sur 100 000, au New Jersey 6,1 et à Washington, D.C., 6, tandis que le taux maximal était enregistré au Montana avec un taux de 22 sur 100 000, suivi par plusieurs autres États de l'Ouest[réf. nécessaire].
Selon le New York Magazine (2008), un nombre surprenant de personnes, originaires d'autres régions, choisissent d'aller s'ôter la vie à New York. Plus de 10 % des suicidés de Manhattan ne résident en effet pas dans l'État de New York, État dont le taux de suicide est pourtant bas.
Depuis 1999, le taux de suicide aux États-Unis a fortement grandi (de 30 % jusqu'en 2018) pour s'établir à 15,4 pour 100 000 habitants de plus de 10 ans. Certains États montrent des taux très importants comme le Montana avec 29,2 suicides pour 100 000 habitants. Selon les Centers for Disease Control and Prevention (CDC), les taux de suicide aux États-Unis ont augmenté de 37 % entre 2000 et 2018. Puis une baisse a été observée au moment de la pandémie de Covid-19 (de 2018 à 2020 : - 5 %), mais le taux a ensuite retrouvé un pic de suicidalité en 2022. En 2023, plus de 49 000 personnes sont décédées par suicide aux États-Unis (soit un suicide toutes les 11 minutes). Le taux ajusté selon l'âge était de 14,1 pour 100 000 habitants en 2023, après un pic à 14,2 en 2022. Les hommes se suicident plus que les femmes (dans la plupart des groupes d'âge) ; les 85 ans et plus sont les plus touchés, suivis des 75-84 ans, mais une augmentation préoccupante de tentatives de suicide est observée chez les jeunes adultes (18-25 ans), avec une + 45 % de l'idéation suicidaire dans ce groupe entre 2015 et 2019. Depuis longtemps, mais cela restait vrai en 2022, les Amérindiens et les Autochtones d'Alaska avaient un taux de suicide plus élevé que pour toutes les autres origines ethniques. Concernant non pas les suicides, mais les idées suicidaires : une étude publiée dans la revue Psychiatric Services, a montré que en 2023, chez les adultes ayant déclaré avoir des idées suicidaires, la prévalence des tentatives de suicide avait augmenté de 48 % (depuis 2015) chez les adultes noirs et de 82 % chez les personnes s'identifiant à plus d'une race ou d'une ethnie, contre alors qu'il y a eu une diminution de près de 33 % des tentatives chez les adultes blancs. La prévalence des idées suicidaires a augmenté de près de 22 % dans l'ensemble, avec une augmentation prononcée de plus de 45 % chez les jeunes adultes âgés de 18 à 25 ans. Les personnes d'origines asiatiques du Pacifique sont celles qui ont le plus d'idées suicidaires. En 2022, le taux de suicide est plus élevé dans la moitié ouest du pays, avec un record dans le Montana.

#### France
- « Suicides et tentatives de suicide en France », Études et résultats, Bulletin de la DREESS, no 488, mai 2006
- « Évolution des suicides sur une longue période. Le rôle des effets d'âge, de date et de génération », Études et résultats, Bulletin de la DREESS, no 185, août 2002
- « Décès par suicide en Bretagne : les effectifs et les taux au cours de la période 1980-1995 », Observatoire régional de santé de Bretagne
- « Mortalité par suicide chez les jeunes en Poitou-Charente et évolution depuis 1980 », étude statistique avril 2004, ORS Poitou-Charentes
- Davidson F., Choquet M. Le Suicide de l'adolescent. Étude épidémiologique, Paris, Éditions ESF, 1982

#### Monde
- OMS : « Rapport sur la santé dans le monde/Suicide »